# Initials B.B.
Initials B.B. – ósmy album studyjny francuskiego muzyka Serge'a Gainsbourga, wydany w czerwcu 1968 poprzez studio Philips. Prawie w całości został nagrany w różnych londyńskich studiach między 1965, a 1968 rokiem. Wyjątek stanowi utwór "Bonnie and Clyde" nagrany w grudniu 1967 w Paryżu. Znajdujące się w tytule inicjały należą do aktorki Brigitte Bardot, która pod koniec powstawania albumu była życiową partnerką Gainsbourga.
Klasyfikowany jako album barokowego popu, Initials B.B. uchodzi za jedną z najlepszych prac Gainsbourga. W 2010 roku magazyn „Rolling Stone” uznał płytę za 14. najlepszą w historii francuskiego rocka, a zarazem drugą najlepszą w dorobku artysty.
Initials B.B. było pierwszym albumem Gainsbourga, na którym śpiewanie zastąpił charakterystycznym mówieniem na granicy melodeklamacji oraz pierwszym, z którego finalnego brzmienia był zadowolony.

## Spis utworów
Kompozytorem oraz autorem tekstów wszystkich utworów jest Serge Gainsbourg. Następujące osoby są współtwórcami albumu:
- Art Greenslade – aranżacja (#1, #3, #4, #6, #7, #9, #10, #12)
- David Whitaker – aranżacja (#2, #5, #11)
- Michel Colombier – aranżacja (#8)
- Madeline Bell – wokal wspierający (#2, #3, #7)
- Brigitte Bardot – duet wokalny (#8)

| Nr  | Tytuł utworu                                | Długość |
| --- | ------------------------------------------- | ------- |
| 1.  | „Initials B.B.”                             | 3:33    |
| 2.  | „Comic Strip”                               | 2:10    |
| 3.  | „Bloody Jack”                               | 2:03    |
| 4.  | „Docteur Jekyll et Monsieur Hyde”           | 1:55    |
| 5.  | „Torrey Canyon”                             | 2:42    |
| 6.  | „Shu ba du ba loo ba”                       | 2:06    |
| 7.  | „Ford Mustang”                              | 2:39    |
| 8.  | „Bonnie and Clyde” (wraz z Brigitte Bardot) | 4:16    |
| 9.  | „Black and White”                           | 2:08    |
| 10. | „Qui Est 'In' Qui Est 'Out'”                | 2:12    |
| 11. | „Hold Up”                                   | 2:18    |
| 12. | „Marilu”                                    | 2:33    |
|     |                                             | 30:35   |